# Lockesburg
Lockesburg é uma cidade  localizada no estado americano de Arkansas, no Condado de Sevier.

## Demografia
Segundo o censo americano de 2000, a sua população era de 711 habitantes.
Em 2006, foi estimada uma população de 728, um aumento de 17 (2.4%).

## Geografia
De acordo com o United States Census Bureau, a localidade tem uma área de 9,2 km², sem área coberta por água. Lockesburg localiza-se a aproximadamente 168 m acima do nível do mar.

## Localidades na vizinhança
O diagrama seguinte representa as localidades num raio de 32 km ao redor de Lockesburg.